# Americas Rugby League Championship 2016
El Americas Rugby League Championship 2016 fue la primera edición del torneo de rugby league.
Se disputó en sedes rotativas en Estados Unidos y Canadá
El campeón fue Estados Unidos al vencer en sus dos partidos.

## Equipos participantes
- Canadá
- Estados Unidos
- Jamaica

## Posiciones
| Pos. | Equipo         | Encuentros | Encuentros | Encuentros | Encuentros | Tantos  | Tantos    | Tantos     | Puntos |
| Pos. | Equipo         | jugados    | ganados    | empatados  | perdidos   | a favor | en contra | diferencia | Puntos |
| ---- | -------------- | ---------- | ---------- | ---------- | ---------- | ------- | --------- | ---------- | ------ |
| 1    | Estados Unidos | 2          | 2          | 0          | 0          | 68      | 12        | + 56       | 4      |
| 2    | Canadá         | 2          | 1          | 0          | 1          | 46      | 16        | + 30       | 2      |
| 3    | Jamaica        | 2          | 0          | 0          | 2          | 6       | 92        | - 86       | 0      |

Nota: Se otorgan 2 puntos al equipo que gane un partido, 1 al que empate y 0 al que pierda

## Resultados
| 16 de julio de 2016 | Jamaica | 2 - 38 | Canadá | Falls Township Park,Pennsylvania, Estados Unidos |  |

| 23 de julio de 2016 | Estados Unidos | 54 - 4 | Jamaica | AA Garthwaite Stadium, Pennsylvania, Estados Unidos |  |

| 24 de septiembre de 2016 | Canadá | 8 - 14 | Estados Unidos | Lamport Stadium, Toronto, Ontario, Canadá |  |

| Bandera de Estados Unidos |
| Campeón Estados Unidos    |
| Primer título             |